# Li Yonghong
 (avril 2017).
Si vous disposez d'ouvrages ou d'articles de référence ou si vous connaissez des sites web de qualité traitant du thème abordé ici, merci de compléter l'article en donnant les références utiles à sa vérifiabilité et en les liant à la section « Notes et références ».
 (juin 2017).
Li Yonghong né le 16 septembre 1969 à Maoming, est un homme d'affaires chinois, et ancien président de l'AC Milan.
En avril 2017, Silvio Berlusconi a vendu officiellement ses actions à un consortium chinois pour environ 700 millions d'euros hors endettement, et a cédé la présidence à M. Li.
En juillet 2018, M. Li a cédé le club a Elliott Management, un fonds vautour,.